# Parafia Chrystusa Zbawiciela w Strasburgu
Parafia Chrystusa Zbawiciela – parafia prawosławna w Strasburgu; jedna z 11 placówek duszpasterskich prowadzonych we Francji przez Rosyjski Kościół Prawosławny poza granicami Rosji. Jest to parafia etnicznie rosyjska, obecnie nie prowadzi czynnej działalności. 
Po utworzeniu eparchii brytyjskiej i zachodnioeuropejskiej w miejsce eparchii genewskiej i zachodnioeuropejskiej oraz brytyjskiej i irlandzkiej, parafia nie została uwzględniona w spisie placówek nowej eparchii.